# 許勝發
許勝發（1925年1月24日—2021年4月17日），別號培固，生於日治台灣台北州台北市，企業家、政治人物，太子汽車工業公司董事長，曾任台灣省工業會理事長，後代表中國國民黨在工業團體當選為第一屆第三、四、五次增額立法委員。

## 生平
許勝發出身台北大稻埕望族，家中兄弟姐妹七人，排行第七。畢業於台灣大學經濟系。年輕時，從事進出口事業，創立大發貿易，將台灣香蕉外銷至日本。
1965年，創立太子汽車，代理日本汽車進口。
1968年，創立勝榮貿易公司，進口汽車零件及配件。
1973年，成立太子工業。後改名太子資訊，進口日本NEC電器公司的電腦產品，在台灣銷售。
1978年，成立聯合租賃公司，從事工業設備的租賃及維修。
1980年，許勝發參選第一屆第三次增額立委選舉，在工業團體當選立委。1983年，第四次增額立委選舉中連任。1985年，許勝發超過許多資深立委出任國民黨立委黨部副書記，當時中央黨部祕書長馬樹禮，正是親家李合珠的好友。:2181986年第五次增額立委選舉中連任。
1988年，許勝發擊敗王玉雲、高清愿，當選工總理事長，隨後躋身國民黨中常委。
1991年，中華民國行政院開放新銀行設立，許勝發創立萬泰銀行。
在游錫堃內閣時期，2002年12月2日，許勝發出任海基會副董事長。
2006年1月23日，萬泰銀行資產淨值過低，在金管會介入後，太子汽車退出萬泰銀行經營。
2008年，爆發萬泰銀行掏空案，許勝發與其子許顯榮被指控利用太子汽車名下公司，向萬泰銀行貸款，涉及掏空銀行資產。2014年一審宣判許勝發以銀行法第一百二十七條之一第一項之非法授信罪，處有期徒刑壹年，減為有期徒刑陸月，得易科罰金，刑法第三百四十二條背信罪不成立。

## 家庭
許勝發之妻為鄭溫溫，也出身於台北市大稻埕望族。兩人生有一子二女。長子許顯榮，1980年2月10日娶日本僑領李合珠之女李純良。長女許娟娟，嫁給厚生橡膠集團徐風楷的長子、厚生化學董事長徐正青。次女許嫻嫻，其夫為新光金董事長吳東進，兩人育有兩女一子，其中長女為前立法委員吳欣盈。:218-219

## 軼事
- 據李登輝回憶，首位菲律賓女總統艾奎諾夫人在選舉時，由於她本姓許，獲得許多許姓臺灣人支持她，包括許勝發就幫助過她。[3]:165